# Myriophyllum
Myriophyllum (Ponted. ex L., 1753) è un genere di piante appartenente alla famiglia delle Haloragaceae, diffuso in tutti in continenti.

## Tassonomia
Il genere Myriophyllum è stato descritto per la prima volta nel 1753 da Linneo nel suo Species Plantarum come composto da due sole specie: M. spicatum e M. verticilliatum. Ad oggi, all'interno del genere Myriophyllum sono incluse 70 specie:
- Myriophyllum alpinum Orchard
- Myriophyllum alterniflorum DC.
- Myriophyllum amphibium Labill.
- Myriophyllum aquaticum (Vell.) Verdc.
- Myriophyllum artesium Halford & Fensham
- Myriophyllum austropygmaeum Orchard
- Myriophyllum axilliflorum Baker
- Myriophyllum bonii Tardieu
- Myriophyllum callitrichoides Orchard
- Myriophyllum caput-medusae Orchard
- Myriophyllum coronatum Meijden
- Myriophyllum costatum Orchard
- Myriophyllum crispatum Orchard
- Myriophyllum decussatum Orchard
- Myriophyllum dicoccum F.Muell.
- Myriophyllum drummondii Benth.
- Myriophyllum echinatum Orchard
- Myriophyllum exasperatum D.Wang, D.Yu & Z.Yu Li
- Myriophyllum farwellii Morong
- Myriophyllum filiforme Benth.
- Myriophyllum foveicola M.D.Barrett, M.L.Moody & R.L.Barrett
- Myriophyllum glomeratum Schindl.
- Myriophyllum gracile Benth.
- Myriophyllum heterophyllum Michx.
- Myriophyllum hippuroides Nutt.
- Myriophyllum humile (Raf.) Morong
- Myriophyllum implicatum Orchard
- Myriophyllum indicum Willd.
- Myriophyllum integrifolium (Hook.f.) Hook.f.
- Myriophyllum intermedium DC.
- Myriophyllum jacobsii M.L.Moody
- Myriophyllum lapidicola Orchard
- Myriophyllum latifolium F.Muell.
- Myriophyllum laxum Shuttlew. ex Chapm.
- Myriophyllum limnophilum Orchard
- Myriophyllum lophatum Orchard
- Myriophyllum mattogrossense Hoehne
- Myriophyllum mezianum Schindl.
- Myriophyllum muelleri Sond.
- Myriophyllum muricatum Orchard
- Myriophyllum oguraense Miki
- Myriophyllum oliganthum (Wight & Arn.) F.Muell.
- Myriophyllum papillosum Orchard
- Myriophyllum pedunculatum Hook.f.
- Myriophyllum petraeum Orchard
- Myriophyllum pinnatum (Walter) Britton, Sterns & Poggenb.
- Myriophyllum porcatum Orchard
- Myriophyllum pygmaeum Mattf.
- Myriophyllum quitense Kunth
- Myriophyllum robustum Hook.f.
- Myriophyllum salsugineum Orchard
- Myriophyllum siamense (Craib) Tardieu
- Myriophyllum sibiricum Kom.
- Myriophyllum simulans Orchard
- Myriophyllum sparsiflorum C.Wright
- Myriophyllum spicatum L.
- Myriophyllum striatocarpum M.D.Barrett, M.L.Moody & R.L.Barrett
- Myriophyllum striatum Orchard
- Myriophyllum tenellum Bigelow
- Myriophyllum tetrandrum Roxb.
- Myriophyllum tillaeoides Diels
- Myriophyllum trachycarpum F.Muell.
- Myriophyllum trifidum (Nees) M.L.Moody & Les
- Myriophyllum triphyllum Orchard
- Myriophyllum tuberculatum Roxb.
- Myriophyllum ussuriense (Regel) Maxim.
- Myriophyllum variifolium Hook.f.
- Myriophyllum verrucosum Lindl.
- Myriophyllum verticillatum L.
- Myriophyllum votschii Schindl.